# Tradescantia edwardsiana
Tradescantia edwardsiana là một loài thực vật có hoa trong họ Commelinaceae. Loài này được Tharp miêu tả khoa học đầu tiên năm 1932.